# Eutarico
Flavio Eutarico Cillica (latino: Flavius Eutharicus Cillica; ... – 522) è stato un nobile visigoto, marito della regina ostrogota Amalasunta.

## Biografia
Nel 515 il re ostrogoto Teodorico il Grande fece sposare la propria figlia Amalasunta a Eutarico, il quale, originario della Hispania, vantava una connessione, vera o artefatta per volere di Teodorico, con la famiglia degli Amali, cui apparteneva anche Teodorico. Eutarico si collocava all'interno della lotta per il potere tra Goti e Romani come un "nazionalista" goto; era anche un anti-cattolico sul piano religioso.
Teodorico si accordò con l'Impero bizantino in modo che vi fosse un riconoscimento formale dell'autorità dell'imperatore d'Oriente Giustino I sulle terre italiane del Regno degli Ostrogoti, ma, al tempo stesso, una garanzia del dominio de facto della popolazione germanica sull'Italia. Allo scopo di sancire questo accordo, Eutarico venne riconosciuto dall'imperatore erede di Teodorico; venne adottato da Giustino, con una cerimonia germanica senza valore per il diritto romano; venne nominato console per l'anno 519 con l'imperatore stesso come collega. Il 1º gennaio di quell'anno, Eutarico entrò in Roma, inaugurando il proprio consolato con donazioni e magnifiche celebrazioni.
Nel 522 Eutarico morì, lasciando Amalasunta e due figli, Atalarico e Matasunta. Atalarico succedette a Teodorico, ma sotto la reggenza della madre Amalasunta.